# Oroperipatus koepckei
Oroperipatus koepckei är en klomaskart som beskrevs av Adolf Michael Zilch 1954. Oroperipatus koepckei ingår i släktet Oroperipatus och familjen Peripatidae. Inga underarter finns listade i Catalogue of Life.